# 鈴木文彦 (外交官)
鈴木 文彦（すずき ふみひこ）は、日本の外交官、国際公務員。外務省経済局次長、外務省国際連合局長等を経て、1979年から82年までジュネーヴ国際機関日本政府代表部特命全権大使を務めた。

## 人物・経歴
東京出身。東京府立第八中学校（現東京都立小山台高等学校）を経て、1940年浦和高等学校文科甲類卒業。1942年東京帝国大学法学部政治学科卒業、外務省入省。外務省経済局国際機関課長等を経て、1962年在ジュネーヴ国際機関日本政府代表部一等書記官。1967年外務省経済局外務参事官。1970年外務省経済局次長。1972年在シドニー日本国総領事館総領事。1973年外務省国際連合局長。1975年外務大臣官房審議官。1976年駐チェッコスロヴァキア特命全権大使。1979年在ジュネーヴ国際機関日本政府代表部特命全権大使。退官後、東南アジア諸国連合貿易投資観光促進センター事務局長。